# Hilde Krampflitschek
Hilde Krampflitschek, auch Hilde Kramer, (geboren als Hilda Zimmermann 25. Juni 1888 in Wien, Österreich-Ungarn; gestorben 1958 in New York City) war eine austroamerikanische Individualpsychologin.

## Leben
Hilda Zimmermann war eine Tochter des Kaufmanns Sigmund Zimmermann und der Cäcilie Bachrich. Sie heiratete 
1907 den Mediziner Maximilian Krampflitschek, der bereits 1919 starb, sie hatten ein Kind. Nach dem Tod ihres Mannes studierte sie Medizin an der Universität Wien, sie wurde 1932 promoviert. Sie arbeitete im Wiener Allgemeinen Krankenhaus und am Mautner Markhof’schen Kinderspital. Von 1936 bis 1938 hatte sie die Leitung der psychotherapeutischen Ambulanz in der Abteilung von Hans Hoff an der Allgemeinen Poliklinik inne. 
Ihr Interesse galt entwicklungspsychologischen und pädagogischen Fragen. Sie war im Kreis um Alfred Adler, im Verein für Individualpsychologie und im Kreis der sozialistischen Individualpsychologen Wiens engagiert. Sie war außerdem Mitglied in der „Wiener Arbeitsgemeinschaft der Erzieherinnen, Fürsorgerinnen und Kindergärtnerinnen“. Sie publizierte und hielt Vorträge und Kurse zu individualpsychologischen Themen und beriet als Ärztin Erziehungsberatungsstellen. Krampflitschek wurde Mitglied im 1937 gegründeten „Klub der Freunde der Individualpsychologie“, der seinen Sitz in der Zedlitzgasse 8 im 1. Bezirk hatte.
Krampflitschek wurde ein zweites Mal in Anthropologie, noch im Oktober 1938, also nach dem Anschluss Österreichs im März, allerdings unter Auflagen, an der Universität Wien promoviert und erhielt mit der „Nichtarierpromotion“ gleichzeitig ein Berufsverbot für das Deutsche Reich. Ihre Dissertation über Rassenkundliche Untersuchungen an Montenegrinern.  II. Der Heiligenstädter Schädel entstand im Umfeld der Arbeitsgruppe von Josef Weninger und dessen Untersuchungen von Kriegsgefangenen aus dem Ersten Weltkrieg. 
Vermutlich noch 1938 emigrierte Krampflitschek nach Schweden und von dort in die USA, wo sie unter dem Namen Hilde Kramer lebte. Sie wurde Lehrerin für Psychohygiene am Moravian College for Women in Bethlehem, Pennsylvania, und arbeitete im Pilgrim State Hospital in New York City. Kramer publizierte in den 1940er Jahren regelmäßig im Individual Psychology Bulletin (IPB) der North American Society of Adlerian Psychology (NASAP). 

## Schriften (Auswahl)
- Das phantastische Kind. Dresden (1927)
- Selbsterziehung des Körperbehinderten. In: Internationale Zeitschrift für Individualpsychologie (IZI) 8 (1930)
- Situationsneurosen im Kindesalter. In: Zeitschrift für Kinderpsychiatrie. Basel, Jg. 7. 1940, H. 3. u. 4
- The first Child Guidance Clinic and its patient. In: Individual Psychology Bulletin (IPB) 2/2 (1941)
- The function of dreams. In: IPB 3/2 (1943)
- Inferiority feelings in psychotic conditions. In: IPB 4/3 (1945)
- Family interrelationship and their bearing upon the development of psychotic conditions. In: IPB 5/2 (1946)
- Häufigkeit und Bedeutung von Minderwertigkeitsgefühlen in Psychosen. In: IZI 16 (1947)
- Individualpsychologische Analyse eines Falles von Folie Imposée. In: IZI 16 (1947)
- Preventive psychiatry. In: IPB 6/1–2 (1947)
- An Individual Psychology approach to a case of false imposée. In: IPB 6/3 (1947)
- A comparative study of a non-blood related and a blood related case of Folie a Deux. In: IPB 8/3 – 4 (1949)